# Cinema di propaganda fascista

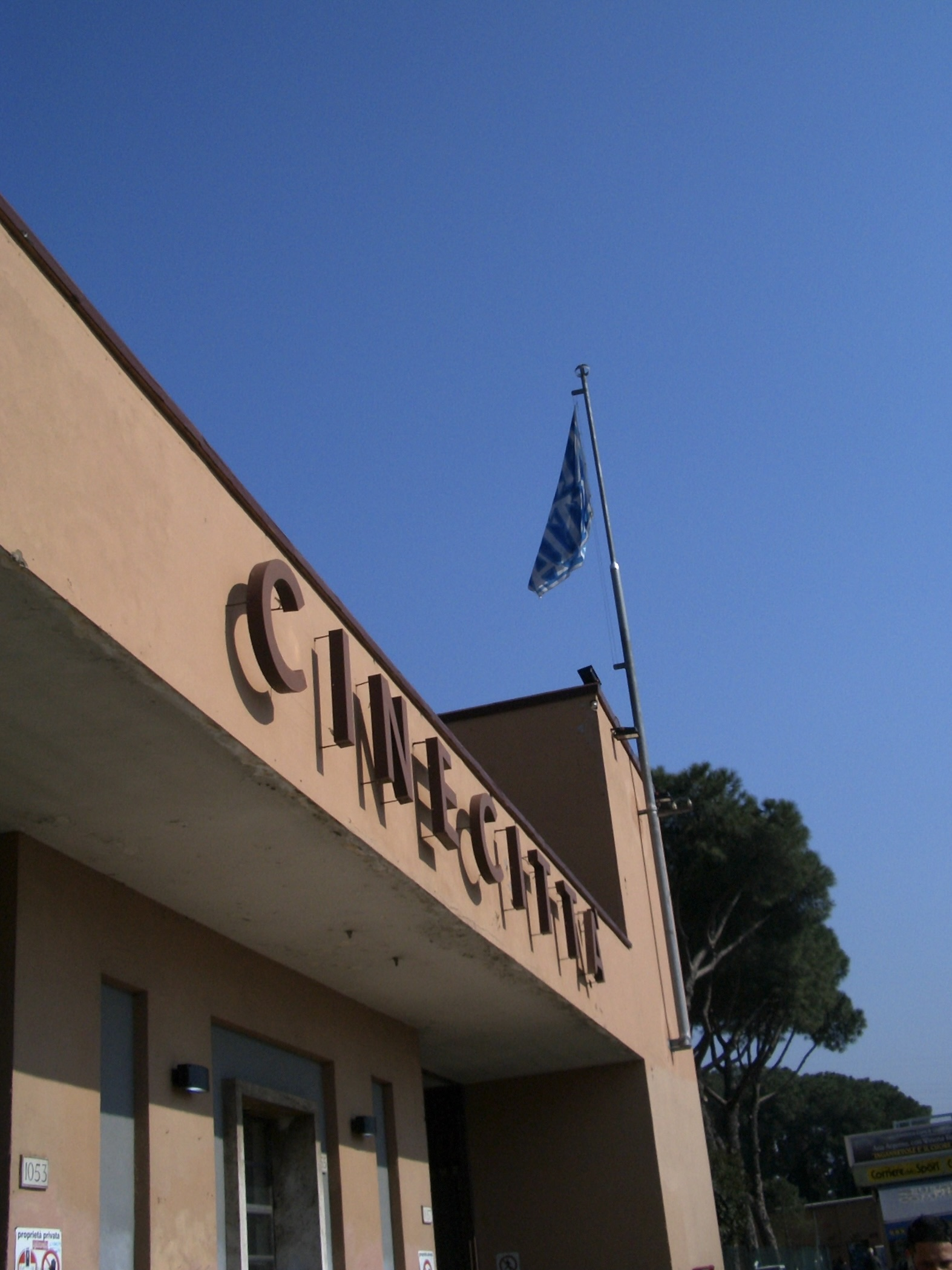
Entrata di Cinecittà

Il cinema di propaganda fascista fu  uno strumento del regime fascista per comunicare i propri ideali e valori alle masse e, nello stesso tempo, un fenomeno artistico che riuscì a creare, in alcuni casi, opere cinematografiche di notevole pregio. Così come il cinema nel Terzo Reich e il cinema sovietico, il cinema italiano del Ventennio fu sostenuto concretamente dallo Stato, quale strumento di propaganda della politica, anche coloniale, fascista.

## Storia
Nel 1922 Mussolini salì al potere in Italia. Durante i primi anni del Fascismo, il Duce iniziò a dare importanza al cinema come mezzo di comunicazione di massa dichiarando pubblicamente di ritenerlo “l'arma più forte dello stato”.
Il primo film di propaganda fascista fu Il grido dell'aquila (1923) di Mario Volpe, prodotto dalla fiorentina "Montalbano Film", che, benché costruito con ampio ricorso a parti documentarie, fu il primo tra quelli di “fiction” dedicati all'argomento della Marcia su Roma, che infatti uscì, nonostante difficoltà di lavorazione, nella ricorrenza del primo anno dall'evento. Nel film la figura del Duce veniva esaltata associandola alla figura di Garibaldi ed alle sue imprese che più volte vengono citate nella pellicola. Così come la figura di Mussolini si legava a quella dell'eroe dei due mondi, nel film veniva anche associata la figura del serpente (con evidenti riferimenti biblici) a quella del comunista. Si riscontra perciò un altissimo livello di simbolizzazione, meccanismo che divenne molto comune nei film di propaganda fascista.
Nel 1924, l'anno della breve crisi subita dal regime fascista dopo l'omicidio del deputato socialista Giacomo Matteotti, venne costituita L'Unione Cinematografica Educativa, conosciuta col nome di Istituto Luce, di cui i vari Ministeri si servivano per la realizzazione di cinegiornali e documentari con finalità educative e propagandistiche.
Lo stesso articolo 1 dello statuto di fondazione dell'Istituto Luce, ne descrive gli scopi fondamentali come: “diffusione della cultura popolare e della istruzione generale per mezzo delle visioni cinematografiche, messe in commercio alle minime condizioni di vendita possibile, e distribuite a scopo di beneficenza e propaganda nazionale e patriottica.”
Nel 1934 venne istituito il Sottosegretariato di Stato per la Stampa e la Propaganda, trasformato poi in Ministero per la Stampa e la Propaganda, nel 1935. Infine venne rinominato Ministero della cultura popolare nel 1937. La funzione principale del ministero consisteva nel controllo delle pubblicazioni e la censura dei documenti considerati pericolosi per il regime, ma operava anche nel settore cinematografico, promuovendo la produzione di film propagandistici.
Altri "motori" per lo sviluppo del cinema fascista furono l'inaugurazione, nel 1932, della Mostra del cinema di Venezia e la nascita, nel 1934, della Direzione Generale della Cinematografia, di cui Luigi Freddi, venne nominato direttore generale. I compiti della Direzione variavano dalla revisione e modifica delle sceneggiature dei film, alla consegna di riconoscimenti per i registi che sostenevano la causa fascista,  fino ad arrivare al monitoraggio dell'importazione di film stranieri. Difatti un buon numero di film americani vennero censurati perché avrebbero potuto influenzare il popolo italiano in modo negativo per il regime. L'obiettivo principale di questa attività censoria, non era quello di vietare i film italiani che non appoggiassero l'ideologia fascista, ma piuttosto di modificarli, in modo che non la contraddicessero, o che non incitassero il popolo italiano a rivoltarsi contro il governo. A questo proposito, l'introduzione del sonoro nei primi anni '30, ampliò le possibilità della censura che poteva inserirsi nella fase di doppiaggio di un film, apportando modifiche ai dialoghi. Quando invece un film veniva considerato totalmente inopportuno, ne veniva direttamente bloccato l'acquisto ai distributori. Un importante esempio è quello de Lo sfregiato (Scarface, 1932) di Howard Hawks, del quale venne proibita la distribuzione poiché: «tutti i criminali che sostenevano l'impalcatura del terrificante soggetto, anche se vivevano in ambiente americano, erano scrupolosamente e deliberatamente italiani».
Nel 1935 nacque l'Ente Nazionale Industrie Cinematografiche (E.N.I.C.), una casa di produzione e distribuzione cinematografica, rilevando l'attività della Società Anonima Stefano Pittaluga. Nel 1938 l'ENIC si espanse per regolare il numero di film stranieri che venivano importati in Italia. L'ENIC divenne l'unico canale attraverso il quale era possibile far entrare film stranieri nel paese e limitò fortemente la selezione di film americani che potevano essere venduti alle case di distribuzione.

Amedeo Nazzari premiato con la Coppa del Ministero della cultura popolare nel 1941 dal ministro Alessandro Pavolini

Nel 1937 vennero fondati a Roma gli studi di Cinecittà e l'annesso Centro Sperimentale di Cinematografia, la più famosa scuola professionale di cinema in Italia ad oggi ancora in funzione. Il giorno dell'inaugurazione di Cinecittà, il 21 aprile, fu scelto come data simbolica poiché si ritiene essere il giorno della fondazione di Roma, instaurando così un legame con la grandezza del cinema italiano. Nello stesso anno la sede dell'Istituto Luce venne spostata nel quartiere Quadraro e per la cerimonia di posa della prima pietra venne allestito un gigantesco apparato scenografico raffigurante Mussolini dietro ad una macchina da presa e la scritta: “la cinematografia è l'arma più forte”.
Con la nascita della Repubblica sociale italiana, a Venezia nacque il Cinevillaggio (chiamato anche Cineisola), una struttura per la produzione cinematografica che fosse alternativa a Cinecittà (abbandonata dai fascisti a causa del conflitto), sorta a partire dall'autunno del 1943 per iniziativa del Ministero della cultura popolare della RSI, diretto da Ferdinando Mezzasoma. Negli studi del Cinevillaggio venne girato un ultimo film ascrivibile al filone propagandistico: Un fatto di cronaca, diretto da Piero Ballerini e interpretato da Osvaldo Valenti e Luisa Ferida (attori-simbolo del cinema fascista, in seguito fucilati dai partigiani perché accusati di collaborazionismo con i nazifascisti).

## Caratteristiche dei film

Una scena del film Vecchia guardia di Alessandro Blasetti (1934)

A livello estetico e tematico il cinema di propaganda è virile, eroico, rivoluzionario (secondo i canoni fascisti) e celebrativo del regime e dei suoi ideali.
Dei 772 film prodotti in Italia dal 1930 al 1943, sono classificabili come film di propaganda diretta o indiretta circa un centinaio, con un'assoluta preminenza della propaganda indiretta su quella diretta.
Tra i principali film di propaganda si possono citare Camicia nera (1933) di Giovacchino Forzano, Vecchia guardia (1934) di Alessandro Blasetti, Lo squadrone bianco (1936) di Augusto Genina, Condottieri (1937) di Luis Trenker e Luciano Serra pilota (1938) di Goffredo Alessandrini.
Le caratteristiche principali raffigurate nei film di propaganda fascista sono:
- raffigurare i cambiamenti positivi avvenuti con il fascismo
- celebrare i valori del fascismo
- celebrare la marcia su Roma e l'ascesa del fascismo
- raffigurare la grandezza dell'Italia e la dedizione alla patria
- raccontare fatti storici inerenti alla Storia d'Italia, soprattutto il risorgimento
- narrare le biografie dei più importanti personaggi italiani della storia, per esaltare la grandezza e la superiorità del popolo italiano.
- esaltare l'Impero Romano, evidenziando il nesso di continuità tra questo ed il regime fascista
- esaltare il mondo rurale
- esaltare il colonialismo italiano per la sua missione civilizzatrice
- esaltare le operazioni militari e le azioni belliche compiute dalle varie forze armate italiane e dai volontari nelle varie guerre combattute dall'Italia fascista (Guerra civile spagnola, Guerra d'Etiopia, Occupazione italiana del Regno di Albania, Seconda Guerra mondiale)
- denigrare, demonizzare e ridicolizzare gli avversari del regime (Stati Uniti, Gran Bretagna, Francia, Unione Sovietica)

Vero e proprio manifesto del cinema di propaganda fascista fu Vecchia guardia di Alessandro Blasetti del 1934, film incentrato sulla Marcia su Roma.
Nonostante le ricorrenti caratteristiche di questi film, durante il periodo fascista sono state indubbiamente prodotte pellicole di valore diventati poi veri classici della cinematografia italiana. La dittatura di Mussolini si limitava al controllo esteriore del comportamento delle persone per schiacciare qualsiasi opposizione nei confronti del governo, dando invece un po' più di spazio per sviluppare le proprie idee e opinioni personali. A differenza della Germania, in Italia, il governo era più tollerante verso gli intellettuali purché non incitassero il popolo contro il governo. Questo fenomeno si è indubbiamente ripercosso sulle produzioni cinematografiche del tempo.
La vera propaganda stava quindi nei cinegiornali mostrati prima delle proiezioni, permettendo così ai film di avere maggior respiro e soffermarsi su temi diversi.

### Altri filoni
Il cinema di propaganda fascista convisse con altri due filoni cinematografici: il primo era quello disimpegnato dei telefoni bianchi, il cui nome proveniva dalla presenza di telefoni bianchi in alcune sequenze di questi film, che delineavano il benessere sociale dei personaggi, in quanto all'epoca i telefoni di colore bianco erano assai più costosi rispetto a quelli di colore nero, dai prezzi più popolari (e dunque maggiormente diffusi). I film appartenenti a questo genere erano edulcorate commedie sentimentali, leggere e spensierate, d'ambientazione borghese, in cui gli argomenti preferiti erano la minaccia di un adulterio o di una separazione familiare (cose impensabili per l'Italia di quell'epoca). Una delle attrici iconiche rimasta legata a questo genere fu Assia Noris.
Un altro genere cinematografico che viaggiava in parallelo a quello di propaganda era quello più accurato e ricercato del calligrafismo, caratterizzato da una maggiore complessità formale e di trame e ricco di citazioni artistiche, teatrali e letterarie (da cui il termine) e in cui veniva posta particolare attenzione e cura alle ricostruzioni scenografiche e alla perfezione delle inquadrature e dei movimenti di macchina. Uno dei maggiori esponenti di questo movimento cinematografico fu Mario Soldati, regista e scrittore, consacrato al successo col film Piccolo mondo antico (1941), la pellicola più rappresentativa di questa corrente cinematografica, con protagonisti Massimo Serato ed Alida Valli.

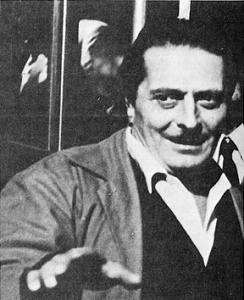
Alessandro Blasetti

Carmine Gallone

## I maggiori registi e film
Elenco non esaustivo
- Alessandro Blasetti
  - Sole (1929)
  - Terra madre (1931)
  - Palio (1932)
  - 1860 (1934)
  - Vecchia guardia (1934)
  - Aldebaran (1935)
  - Ettore Fieramosca (1938)
  - La corona di ferro (1941)
  - Quattro passi fra le nuvole (1943)
- Goffredo Alessandrini
  - Cavalleria (1936)
  - Luciano Serra pilota (1938)
  - Abuna Messias (1939)
  - Giarabub (1942)
  - Noi vivi (1942)
  - Addio Kira! (1942)
- Carmine Gallone
  - Gli ultimi giorni di Pompei (1926)
  - Scipione l'Africano (1937)
  - Cristoforo Colombo (1937)
  - Giuseppe Verdi (1938)
  - Odessa in fiamme (1942)
  - Harlem (1943)
- Francesco De Robertis
  - Uomini sul fondo (1941)
  - Alfa Tau! (1942)
  - Uomini e cieli (1943)
  - Marinai senza stelle (1943)
  - Vivere ancora (1944)
- Carlo Campogalliani
  - Stadio (1934)
  - Il cavaliere di Kruja (1940)
  - Il treno crociato (1943)
- Augusto Genina
  - Lo squadrone bianco (1936)
  - L'assedio dell'Alcazar (1940)
  - Bengasi (1942)
- Romolo Marcellini
  - Sentinelle di bronzo (1937)
  - La conquista dell'aria (1939)
  - L'uomo della legione (1940)
  - M.A.S. (1942)
  - Inviati speciali (1943)
- Giovacchino Forzano
  - Camicia nera (1933)
  - Villafranca (1934)
  - Campo di maggio (1935)
  - Tredici uomini e un cannone (1936)
- Alfredo Guarini
  - Senza cielo (1940)
  - Documento Z 3 (1942)
- Enrico Guazzoni
  - I due sergenti (1936)
  - Il dottor Antonio (1937)
  - Antonio Meucci (1940)
- Domenico M. Gambino
  - Lotte nell'ombra (1938)
  - Traversata nera (1939)
- Marcello Albani
  - Redenzione (1943)
  - L'ultimo sogno (1944)

L'ultimo sogno fu girato negli stabilimenti veneziani del Cinevillaggio durante la RSI
- Mario Baffico
  - I trecento della Settima (1943)
  - Ogni giorno è domenica (1944)
  - Trent'anni di servizio (1944)

I film Ogni giorno è domenica e Trent'anni di servizio furono girati negli stabilimenti veneziani del Cinevillaggio durante la RSI
- Gennaro Righelli
  - L'armata azzurra (1932)
  - Il cavaliere di San Marco (1939)
  - Orizzonte di sangue (1943)
- Aldo Vergano
  - Pietro Micca (1938)
  - Quelli della montagna (1943)
- Guido Brignone
  - Teresa Confalonieri (1934)
  - Passaporto rosso (1935)
  - Sotto la croce del sud (1938)
- Luis Trenker
  - Condottieri (1937)

### Altri registi
Anche altri registi italiani di quegli anni, maggiormente legati ad altri generi cinematografici, si sono cimentati con il filone apologetico tra cui:
Elenco non esaustivo
- Roberto Rossellini
  - La nave bianca (1941)
  - Un pilota ritorna (1942)
  - L'uomo dalla croce (1943)

Questi film fanno parte della cosiddetta Trilogia della guerra fascista del regista (antecedente alla sua ben più famosa Trilogia della guerra antifascista comprendente Roma città aperta, Paisà e Germania anno zero, realizzata dopo la caduta del regime e la fine della guerra) in cui sono già presenti alcuni elementi che anticipano il filone neorealista.
- Mario Camerini
  - Il grande appello (1936)

Molti anni dopo, nel 1974, Camerini ripudiò questo film, dichiarandosi pentito di averlo realizzato.
- Mario Mattoli
  - I 3 aquilotti (1942)
- Mario Bonnard
  - Il ponte dei sospiri (1940)
- Giulio Antamoro
  - Fanfulla da Lodi (1940)

Pellicola co-diretta assieme a Carlo Duse.
- Cesare Meano
  - Frontiere (1934)
- Ignazio Ferronetti
  - Spie tra le eliche (1943)
- Andrea Della Sabbia
  - La casa senza tempo (1943)

Tale pellicola fu realizzata nel 1943 ma fu distribuita nelle sale soltanto nel 1945, una volta terminato il conflitto e caduto il regime fascista: per cui venne ridoppiata e riadattata in modo che i protagonisti da fascisti divennero dei partigiani e gli antagonisti da anglo-americani divennero nazisti.
- Giorgio Ferroni
  - L'ebbrezza del cielo (1940)
- Corrado D'Errico
  - Il cammino degli eroi (1936)
- Pier Luigi Faraldo
  - Sancta Maria (1941)
- Piero Costa
  - Aeroporto (1944)

Aeroporto fu girato negli stabilimenti veneziani del Cinevillaggio durante la RSI
- Mario Volpe
  - Il grido dell'aquila (1923)
- Domenico Gaido
  - I martiri d'Italia (1927)
- Silvio Laurenti Rosa
  - I martiri d'Italia (1927)

Questo film inizialmente avrebbe dovuto intitolarsi Il trionfo di Roma, ma cambiò titolo all'ultimo momento ed uscì contemporaneamente all'omonima pellicola di Domenico Gaido (che oltre ad avere lo stesso titolo era anche dello stesso genere), provocando polemiche e querele da parte del regista e della casa di produzione del primo film, nonché la dissociazione da parte di Umberto Paradisi, autore del soggetto del film di Laurenti Rosa, che solidarizzò con Gaido ed il produttore Stefano Pittaluga.
- Piero Ballerini
  - Fatto di cronaca (1944)

film girato negli stabilimenti veneziani del Cinevillaggio durante la RSI
- Walter Ruttmann
  - Acciaio (1933)
- Esodo Pratelli
  - Gente dell'aria (1943)
- Nunzio Malasomma
  - Cose dell'altro mondo (1939)
- Marco Elter
  - Le scarpe al sole (1935)
- Oreste Biancoli
  - Piccolo alpino (1940)
- Edgard Neville
  - Carmen fra i rossi (1939)
- Flavio Calzavara
  - Piccoli naufraghi (1939)